# Josef Janeček (1902)
Josef Janeček (4. září 1902, Světlá nad Sázavou – 24. října 1942, Koncentrační tábor Mauthausen) byl český odbojář, který spolu se svou manželkou Annou Janečkovou patřil k podporovatelům parašutistů z výsadku Anthropoid a Silver A. Za účast v domácím protiněmeckém odboji v období Protektorátu Čechy a Morava našli oba smrt v KT Mauthausenu.

## Život
Josef Janeček se narodil 4. září 1902 ve Světlé nad Sázavou do rodiny Josefa Janečka a Kateřiny Janečkové, rozené Rudolfové. V roce 1929 se oženil s Annou Rajskou (* 14. května 1900, Luka pod Medníkem). V roce 1934 se manželům Janečkovým narodil syn Vladimír. Josef Janeček se za protektorátu živil jako domovník, taxikář a garážmistr v garážích Merkur, které se nacházely v suterénu žižkovského domu v Brněnské ulici, kde manželé Janečkovi bydleli. Tento dům je dnes (rok 2025) na adrese Hartigova 1685/110 Praha, Žižkov).

## Spolupráce s parašutisty, zatčení a smrt
Josef Janeček byl v domácím protiněmeckém odboji spolupracovníkem Jana Zelenky-Hajského a znali se s rodinou podporovatelů výsadku ANTHROPOID s Marií a Aloisem Moravcovými, kteří bydleli nedaleko ve druhém poschodí domu na žižkovské adrese Biskupcova 1745/7.
Oba manželé patřili do okruhu osob kolem výsadku Antropoid. Josef Janeček upravil Jozefu Gabčíkovi a Janu Kubišovi kola a v garážích firmy Merkur uschovával kolo Lydie Bondyové. To měl Gabčík od Vlastimila Moravce a 27. května na něm odjel do Libně, kde ho zanechal na místě atentátu na R. Heydricha. Kolo bylo poté vystaveno za výlohou firmy Baťa na Václavském náměstí a gestapo pátralo po jeho majiteli. U Josefa Janečka bylo rovněž uschované kolo značky Ogar, na kterém jezdíval Josef Valčík z výsadku Silver A, podílející se na přípravách atentátu.
V noci na 17. června 1942 obklíčilo dům, kde Moravcovi bydleli, gestapo pod vedením kriminálního inspektora III. oddělení, referátu III A pražského gestapa Oskara Fleischera (přezdívaného řezník) a vtrhlo do jejich bytu. Marie Moravcová se otrávila na záchodě, Alois Moravec byl zatčen a podroben zostřeným (brutálním) výslechům. Po zátahu v Biskupcově ulici byla prozrazena i odbojová činnost manželů Janečkových, kteří byli zatčeni (o týden později) 25. června 1942 v Praze. Byli vězněni v Praze na Pankráci a od 18. července 1942 do 22. října 1942 v Malé pevnosti Terezín. Dne 29. září 1942 byli oba odsouzeni stanným soudem k trestu smrti. Po převozu do KT Mauthausen, který se uskutečnil ve dnech 22. října 1942 až 23. října 1942, tam byli hned následujícího dne 24. října 1942 oba popraveni zastřelením (Anna Janečková v 9.04 hodin; Josef Janeček v 16.04 hodin). Jejich syn Vladimír byl internován na Jenerálce a ve Svatobořicích; internaci přežil.

## Připomínka
- Jeho jméno a jméno manželky (Janeček Josef *4. 9. 1902, Janečková Anna roz. Rayská *15. 5. 1900) jsou uvedena na pomníku při pravoslavném chrámu svatého Cyrila a Metoděje (adresa: Praha 2, Resslova 9a). Pomník byl odhalen 26. ledna 2011 a je součástí Národního památníku obětí heydrichiády.[10]
- Manželům Janáčkovým byla na adrese Hartigova 1685/110 na pražském Žižkově odhalena pamětní deska.

## Galerie

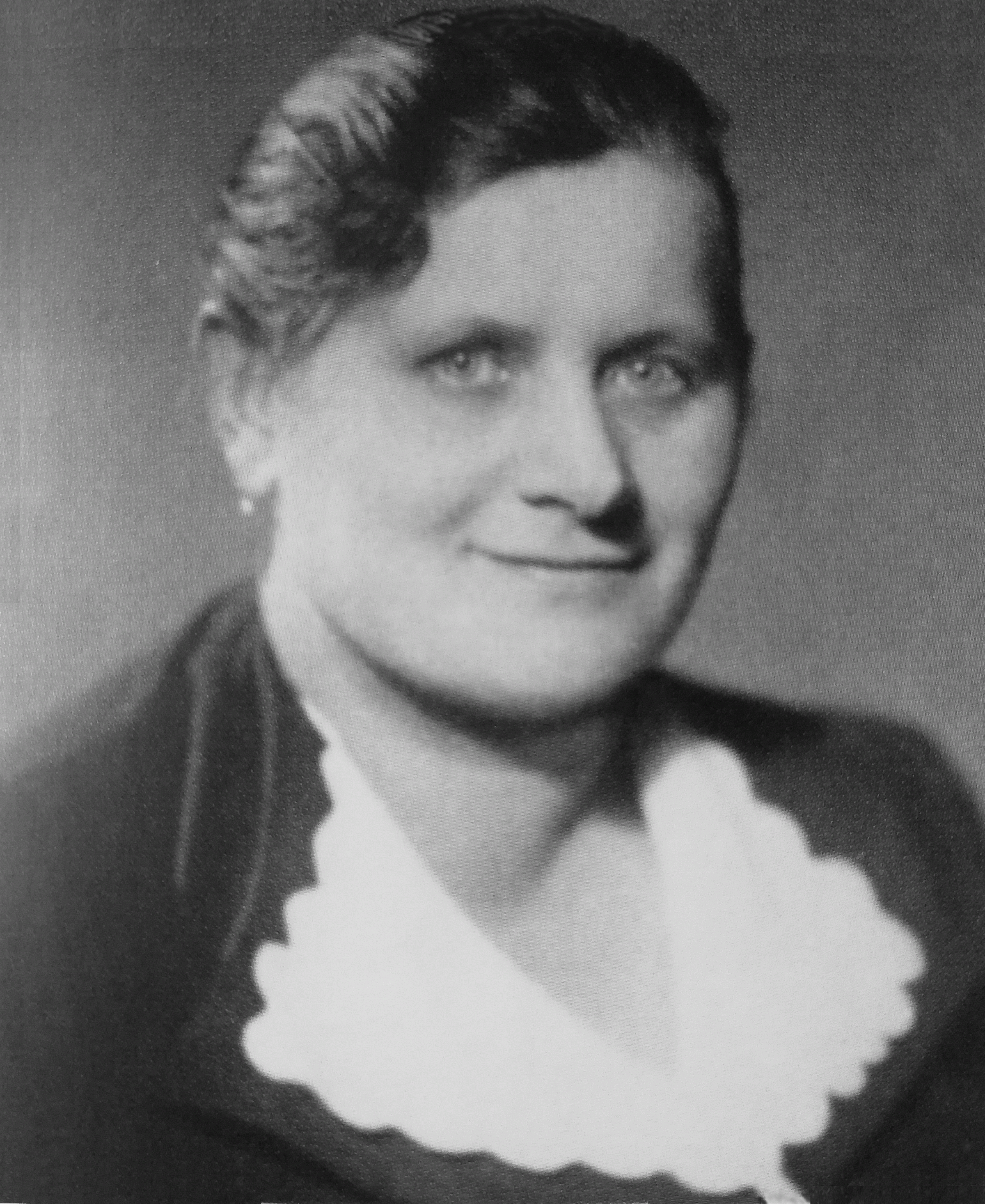
Manželka Anna Janečková, rozená Rajská
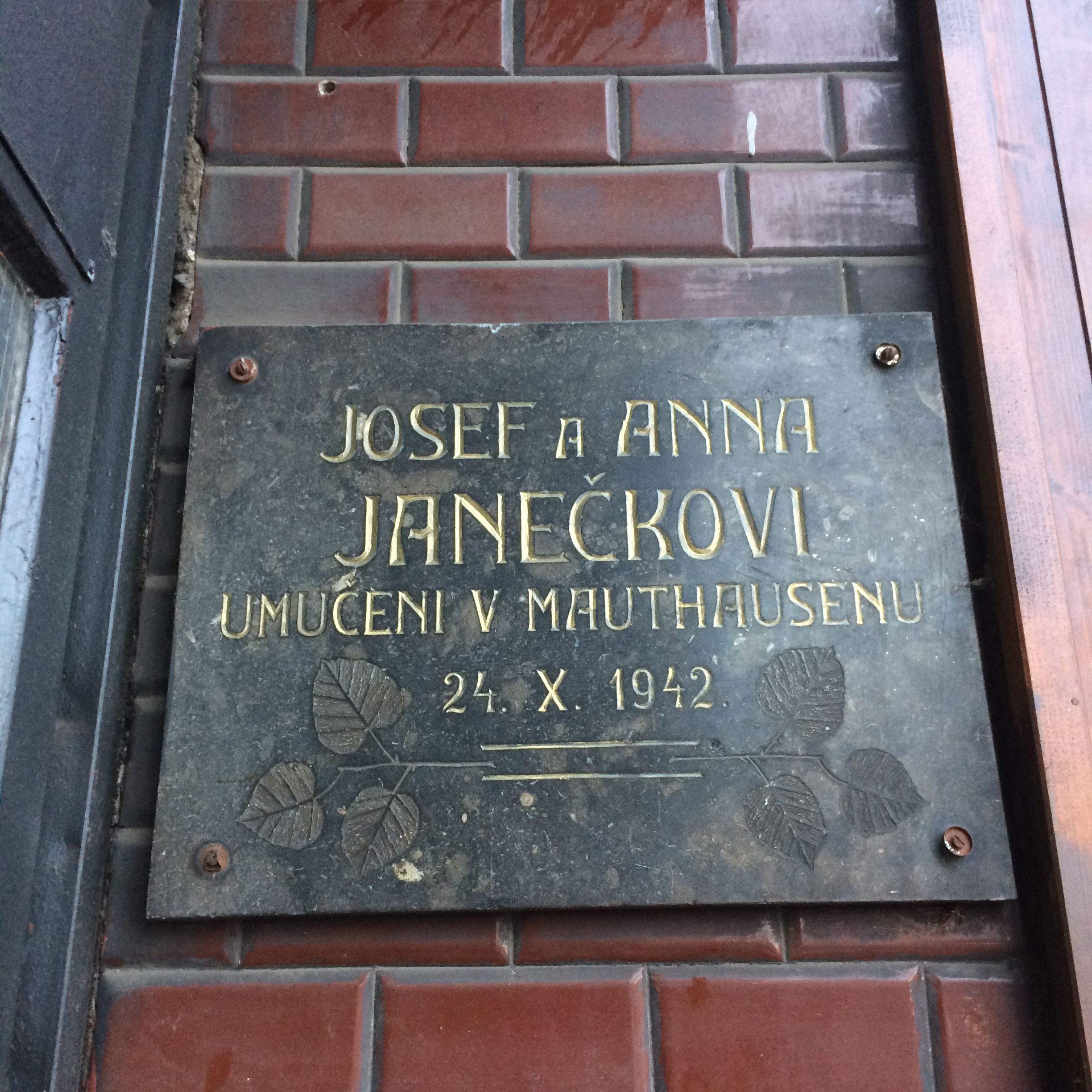
Pamětní deska na domě v ul. Hartigova na pražském Žižkově
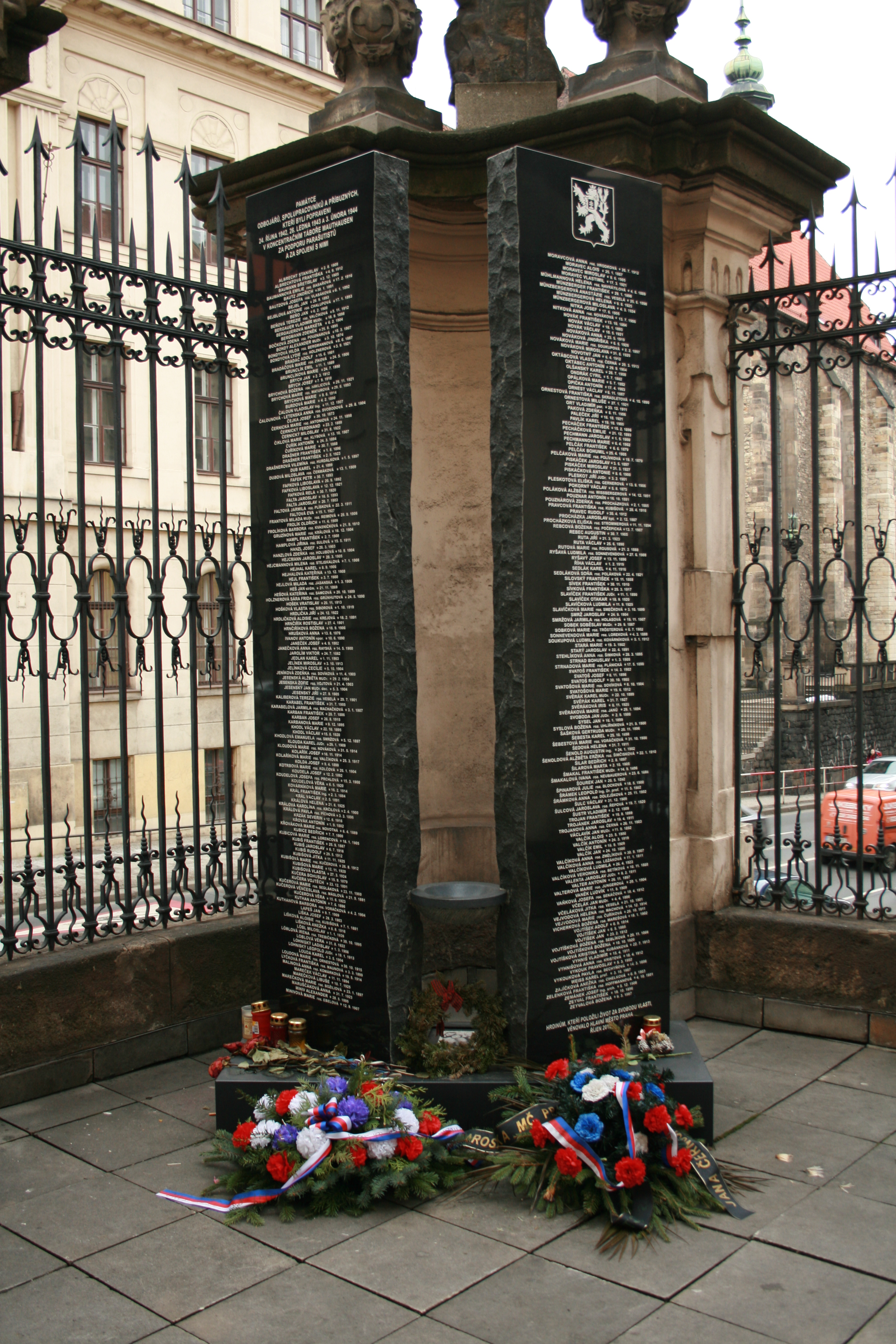
Pomník spolupracovníků parašutistů a jejich rodinných příslušníků na terase kostela sv. Cyrila a Metoděje v Resslově ulici v Praze